# 大波蘭地區希羅達縣

52°14′N 17°17′E / 52.233°N 17.283°E
大波蘭地區希羅達縣（波蘭語：Powiat średzki），是波蘭的縣份，位於該國中西部，由大波蘭省負責管轄，首府設於大波蘭地區希羅達，面積623平方公里，2006年人口54,568，人口密度每平方公里88人。